# Gillian Avery
Gillian Elise Avery (geboren 30. September 1926 in Reigate; gestorben 31. Januar 2016) war eine britische Literaturwissenschaftlerin und Kinderbuchautorin.

## Leben
Gillian Avery war die Tochter eines Maklers und besuchte die lokale Dunottar School. Sie wurde 
Sekretärin und arbeitete danach als Journalistin bei der Lokalzeitung Surrey Mirror. Sie wechselte dann nach Oxford als Enzyklopädistin zu Chambers’s Encyclopaedia und schrieb Beiträge für die Oxford Children’s Encyclopaedia bei der Oxford University Press. Sie heiratete 1952 den Lehrer und Literaturwissenschaftler A. O. J. Cockshut, sie hatten ein Kind. Sie zogen nach Manchester und lebten ab 1964 in Oxford. Avery arbeitete zur Literatur des 19. Jahrhunderts, speziell zur Kinderliteratur. 
Ihr erstes eigenes Kinderbuch The Warden’s Niece ist gleichfalls, wie die meisten ihrer Geschichten, im Viktorianischen Zeitalter angesiedelt. Es erschien 1957. Avery war 1957, 1962 und 1971 jeweils Kandidatin für die Carnegie Medal der Library Association für das beste Kinderbuch eines britischen Autors, bevor sie 1972 für A Likely Lad den Guardian Children’s Fiction Prize erhielt.  

## Werke (Auswahl)
- The Warden’s Niece. Illustrationen Dick Hart. 1957
- Trespassers at Charlcote. 1958
- James Without Thomas. 1959
- The Elephant War. Illustrationen John Verney. 1960
- To Tame a Sister. Illustrationen John Verney. 1961
- The Greatest Gresham. 1962
- The Italian Spring. Illustrationen John Verney. 1962
- The Peacock House. 1963
- In the Window-Seat: A Selection of Victorian Stories. Illustrationen Susan Einzig. 1965
- Call of the Valley. 1968
- A Likely Lad. Illustrationen Faith Jaques. Collins, 1971
- Ellen’s Birthday. 1971
- A Likely Lad. 1971
- The Greatest Gresham. 1972
- Ellen and the Queen. Illustrationen Krystyna Turska. 1972
- Huck and her Time Machine (Lions S). 1977
- Mouldy’s Orphan. Illustrationen Faith Jaques. 1978
- James without Thomas.
- The Lost Railway. Roman. 1980
- Onlookers. Roman. 1983

Literaturwissenschaft
- Mrs Ewing. London: Bodley Head, 1961 (über Juliana Horatia Ewing)
- Nineteenth Century Children. London : Hodder & Stoughton, 1965
- Childhood’s Pattern: A Study of the Heroes and Heroines of Children’s Fiction, 1770–1950. London: Hodder & Stoughton, 1975
- (Hrsg.): The Journal of Emily Pepys. London: Prospect, 1984
- The Best Type of Girl: A History of Girls’ Independent Schools. London, 1991
- Behold the Child: American Children and Their Books, 1621–1922. Baltimore: Johns Hopkins University Press, 1994
- A Child’s History of England, in: Paul Schlicke (Hrsg.): The Oxford Reader’s Companion to Dickens Oxford. University Press, Oxford 2000
- (Hrsg.): Representations of childhood death. New York : St. Martin’s Press, 2000
- Cheltenham Ladies: An Illustrated History of the Cheltenham Ladies’ College. London: James & James, 2003
- Goodrich, Samuel. In: Jack Zipes (Hrsg.): The Oxford Companion to Fairy Tales. 2. Auflage. Oxford University Press, Oxford 2015